# Slučaj Roswell
Slučaj Roswell je naziv za događaj koji se zbio u gradiću Roswellu u američkoj saveznoj državi Novi Meksiko u srpnju 1947. godine. Radilo se o padu nepoznatog objekta te su se uskoro pojavile glasine o navodnom rušenju izvanzemaljske letjelice i pronalasku leševa izvanzemaljaca. Prvotna reakcija službenih vlasti i vojske bila nekoordinirana i zbunjujuća što je s vremenom potaklo brojna nagađanja i spekulacije o stvarnoj prirodi događaja. Od 1970-ih naovamo razvijene su brojne teorije zavjere i nagađanja o tom događaju. S vremenom je incident u Roswellu postao jedan od najbolje dokumentiranih u čitavoj epohi moderne ufologije.

## Tijek događaja
Dana 3. srpnja 1947. godine dogodio se pad lebdećeg objekta koji se srušio u blizini gradića Roswell u američkoj saveznoj državi Novi Meksiko. Tragove metalnih krhotina razbacanih po polju pronašli su farmeri William "Mac" Brazel i njegov susjed Dee Proctor, o čemu su u nedjelju 6. srpnja obavjestili lokalnu policiju. Šerif je s događajem upoznao bojnika Jesseja Marcela, obavještajnog časnika iz Zrakoplovne baze Roswell (RAAF), koji je s timom pokupio ostatke razasutog materijala.
Uskoro je lokalna radiostanica KGL dobila službeno priopćenje od poručnika Waltera Hauta u kojem se tvrdi kako je američka vojska došla u posjed srušenog letećeg tanjura. U utorak 8. srpnja lokalne novine Roswell Daily Record objavile su senzacionalni članak pod naslovom RAAF je zarobio leteći tanjur na farmi u okolici Roswella. Istog dana vijest je objavljena na ABC Newsu.
Medijska senzacija ubrzo je utihnula. Došao je demant od strane vojske u kojem se tvrdilo kako se zapravo ne radi o ostacima srušenog letećeg tanjura, već o ostacima meteorološkog balona. Slučaj je za duže vrijeme zaboravljen, da bi se od kraja 70-ih godina 20. stoljeća razvila velika rasprava o tome što se doista dogodilo toga dana na području Roswella. Godine 1994. zračne snage su priznale kako se nije radilo o padu meteorološkog balona, već da je posrijedi bio tada tajni vojni eksperiment poznat pod imenom Projekt Mogul čiji je cilj bio izrada naprave koja će otkrivati udarne valove testiranja sovjetskih nuklearnih bombi.

## Snimka i fotografije izvanzemaljske obdukcije?
Početkom 1990-ih izašao je u javnost neobičan film koji je navodno povezan s incidentom u Roswellu. Film prikazuje obdukciju humanoidnog bića koje leži na operacijskom stolu. Autentičnost filma nikada nije dokazana, a općenito se vjeruje kako je riječ o prijevari.

## Vanjske poveznice
- The Amazing Roswell UFO Festival (engl.)
- The City of Roswell, NM. Visitors welcome!  Arhivirana inačica izvorne stranice od 29. travnja 2011. (Wayback Machine) (engl.)
- Walker Air Force Base at Roswell online museum (engl.)